# コルディリェラ行政地域

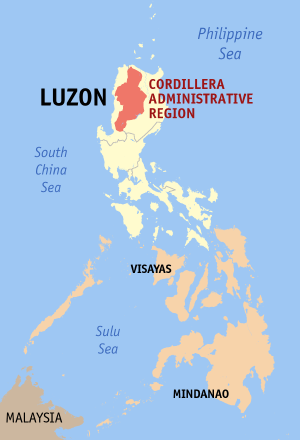

山岳管理地域（さんがくかんりちいき、Cordillera Administrative Region, CAR）またはコルディリェラ行政地域（コルディリェラぎょうせいちいき）は、フィリピン北部ルソン島のコルディリェラ・セントラル地域一帯の内陸地方である。中心都市はバギオ（Baguio）。

## 名称
スペイン語の "Cordillera" は「山脈」「山岳地帯」を意味し、現代スペイン語式の「コルディジェラ」という日本語表記も見られるが、フィリピンではジェイスモの影響がないためもっぱら「コルディリェラ」と発音される。

## 地理
区域内にはフィリピン最高峰のプログ山（Mt. Pulog：2,929m）を含む2,000m級の山々が連なる。

## 州
- アブラ州（en:Ilocano people）
- アパヤオ州（Apayao）
- ベンゲット州（en:Ibaloi、en:Kankanaey people）
  - バギオ - 州から独立している。
- イフガオ州（イフガオ族）
- カリンガ州（Kalinga）
- マウンテン州（ボントック族）